# Музей Поля Валері
Музей Поля Валері (фр. Musée Paul Valéry) — музей, присвячений життю і творчості французького письменника й мислителя Поля Валері, розташований у французькому місті Сет. Після реконструкції музей відкрився для відвідувачів у червні 2010 року. Розташований у будинку архітектора Гі Гійома, спорудженому на початку 70-х років минулого століття поряд з приморським цвинтарем, на якому похований Поль Валері.

## Фонди
У музеї зберігаються понад 4000 творів мистецтва, з яких близько 700 картин, більше 1000 малюнків, спеціальний фонд Поля Валері та фонд народного мистецтва.
Колекція образотворчого мистецтва складається переважно з творів XIX століття, що представляють такі напрямки, як орієнталізм, академізм та реалізм. Тут представлені полотна таких митців, як Кабанель, Каррьє-Белез, Лефевр, Сільвестр, Курбе; скульптурні роботи Франсуа Денуає, Жана-Раймона Безіля, Жерара Кальве, Габрієля Кудерка, Каміля Декоссі, Робера Комба, Рішара ді Роза (уродженця Сета).
Серед творів XX століття вирізняються полотна Монтічеллі, Дюфі, Марино́, Мессажьє, Сунь Ву.
Графічна колекція представлена малюнками Гюстава Доре, Поля Сезанна, Анрі Матісса та ін.
Фонд Поля Валері нараховує більше 300 документів, творів мистецтва й рукописів, серед них 80 малюнків Поля Валері. Тут зберігається перший примірник знаменитого вірша «Надморський цвинтар» [Архівовано 25 листопада 2011 у Wayback Machine.] зі збірки «Чари».